# Трг омладине (Крагујевац)
44° 0′ 39.9″ N 20° 54′ 42.30″ E / 44.011083° С; 20.9117500° И
| Трг омладине                                                             | Трг омладине                         |
| ------------------------------------------------------------------------ | ------------------------------------ |
|                                                                          |                                      |
| Почетак                                                                  | улица Вука Караџића (Крагујевац)     |
| Крај                                                                     | улица Бранка Радичевића (Крагујевац) |
| Дужина                                                                   | 50 m                                 |
| Ширина                                                                   | 20 m                                 |
| Створена                                                                 | 22. септембра 2023                   |
| Названа                                                                  |                                      |
|                                                                          |                                      |
|                                                                          |                                      |
| Споменик групи Смак на Тргу и улаз у Студентски дом „Слобода у позадини” |                                      |

Трг омладине је трг у централној градској зони Крагујевца. Ово је нови градски трг, формиран 2023. на раскрсници улица Бранка Радичевића и Вука Караџића, а преко пута Ђачког трга и Прве крагујевачке гимназије. Трг је свечано отворен 22. септембра 2023. године.

## Формирање Трга
Одлука да се у Крагујевцу формира нови трг донета је почетком 2023. године, а тендер за реализацију овог пројекта расписан је фебруара месеца исте године. Истовремено са изградњом трга планирано је и постављање споменика групи Смак, за који је иницијативу покренуо Дом омладине годину дана раније. До тада се на том месту налазио паркинг. Радови на реконструкцији овог простора започети су 24. јула, са планом да се заврше за 45 дана. Радови су завршени готово у предвиђеном року и Трг је, заједно са спомеником, отворен 22. септембра 2023.

## Значајни објекти на Тргу и у непосредној близини
Трг је формиран испред два објекта важна за живот младих у овом граду:
- Дома омладине Крагујевац и
- Студентског дома „Слобода”.[4]

Истовремено са изградњом самог трга, на њему је постављен и споменик групи Смак. Својом музиком и енергијом група Смак обележила 70-те године на простору бивше Југославије и постала је један од симбола Крагујевца.
Преко пута Трга омладине налази се Ђачки трг, а на њему Прва крагујевачка гимназија и споменик Вуку Караџићу.